# Nisse Turdén
Nils (Nisse) Ivar Turdén (fram till 1944 Andersson), född 5 december 1894 i Karlskrona, död 25 december 1978 i Hässelby församling, var en svensk yrkesmålare och målare.
Han var son till flaggstyrmannen Peter Magnus Andersson och Anna Matilda Johansson och från 1923 gift med Elisabeth Johanna Jönsson. Jämsides med utbildningen till yrkesmålare bedrev Turdén studier i dekorationsmålning vid Tekniska skolan 1909–1916 samt akvarellmålning för Jacob Silvén 1916–1919 och vid Wilhelmsons målarskola i Stockholm 1919–1921 samt självstudier under resor till Frankrike och Spanien. Han var verksam som yrkesmålare fram till 1929 och var därefter huvudsakligen verksam med konstnärlig verksamhet. Separat ställde han ut på Lilla utställningen i Stockholm 1931, Ekströms konsthandel 1946 och Louis Hahnes konsthandel ett flertal gånger. Han medverkade i Liljevalchs höstsalonger och HSB:s utställning God konst i alla hem samt i lokala samlingsutställningar i Mjölby och Avesta. Turdén är representerad vid Blekinge museum i Karlskrona.